# We, the Pizza
O We, the Pizza é uma cadeia americana de pizzarias sediada principalmente em Washington, D.C. e no Condado de Arlington, Virgínia. Foi fundada em 2010 e é propriedade do Sunnyside Restaurant Group.

## História
O primeiro restaurante foi inaugurado em 12 de julho de 2010, por Spike Mendelsohn. Estava situado em Capitol Hill, Washington, D.C., ao lado do Mendelsohn's Good Stuff Eatery. A taverna grega que aí se encontrava queria ir-se embora e Mendelsohn queria ter os seus dois restaurantes ao lado um do outro. Quando assinou o contrato de arrendamento, ainda não tinha uma ideia do que iria fazer com a área, mas acabou por se decidir por uma pizzaria. O processo demorou algum tempo e o aluguel do local foi pago durante cerca de um ano antes da abertura oficial. Depois da abertura, o restaurante passou a ser frequentado por Barack e Michelle Obama. A família de Mendelsohn também formou o Sunnyside Restaurant Group, que gere a cadeia e cinco outros franquias a nível internacional.
Seu segundo local foi inaugurado em junho de 2014, em Crystal City, Virgínia. O restaurante Ballston, Arlington, foi inaugurado em outubro de 2019. Em 2021, We, the Pizza fez parceria com Michael Waltz e Vicky Hartzler para doar pizzas para a Guarda Nacional em agradecimento por seus serviços.

## Cardápio
A cadeia tem 17 modelos de pizzas pré-fabricadas personalizadas. Também oferece nó de alho e canela, buffalo wings e saladas.

## Localizações
O We, the Pizza tem cinco locais, quatro dos quais na Região Metropolitana de Washington, incluindo dois no Condado de Arlington, Virgínia, um em Ballston e outro em Crystal City, e dois em Washington, D.C., em Capitol Hill e U Street. O quinto restaurante fica em Clearwater, Flórida.